# Maki (historische Partei)
Die Maki (eigenes Kürzel auf hebräisch מ.ק.י M.Q.J., hebräischem Kürzelgebrauch folgend מק"י MaQI), Akronym von HaMiflagah haQōmūnīsṭīt haJisrɛ̝ʾelīt (hebräisch המִפְלָגָה הקוֹמוּנִיסְטִית הַיִּשְׂרְאֵלִית ‚die Israelische Kommunistische Partei‘) war eine politische Partei in Israel.

## Geschichte
Die 1948 nach der Staatsgründung Israels gegründete Partei war die Nachfolge-Partei der Kommunistischen Partei Palästinas (hebräisch הַמִּפְלָגָה הקוֹמוּנִיסְטִית שֶׁל פָּלֶשְׂתִּינָה HaMiflagah haQōmūnīsṭīt schel Palestīnah, jiddisch פאלעסטינישע קומוניסטישע פרטיי Palestinishe Komunistishe Partay, PKP), die 1923 durch Zusammenschluss zweier kommunistischer Parteien entstanden war.
Im Jahr 1944 traten die meisten nichtjüdischen Mitglieder aus und gründeten die ʿUṣbat at-Taḥrīr al-Waṭaniyy fi Filasṭīn / عصبة التحرر الوطني في فلسطين (deutsch Nationale Befreiungsliga in Palästina). Nachdem die PKP dem sowjetischen Beispiel folgend 1947 beschlossen hatte, den UN-Teilungsplan für Palästina (Zweistaatenlösung) zu befürworten, änderte sie ihren Namen in HaMiflagah haQōmūnīsṭīt schel Eretz Jisraʾel (מקא"י MaQAJ, Akronym für hebräisch המִפְלָגָה הקוֹמוּנִיסְטִית שֶׁל אֶרֶץ יִשְׂרָאֵל). Mit der Unabhängigkeit Israels, die der Volksrat (Proto-Israels Parlament) am 14. Mai 1948 beschloss, marschierten ab 15. Mai Armeen von benachbarten Mitgliedsstaaten der Arabischen Liga ein. Als sie den Staat Israel militärisch nicht hatten zerschlagen können, schlossen sich im Oktober 1948 viele von nunmehr israelischen Mitgliedern der Nationalen Befreiungsliga in Palästina wieder der MAQAJ an, so dass die Partei sowohl israelische ehemals palästinensische Juden als auch nichtjüdische arabische Israelis als Mitglieder hatte.
Der Partei schlossen sich auch die Komunistim ʿIvrijjim (hebräisch קוֹמוּנִיסְטִים עִבְרִיִּים ‚Hebräische Kommunisten‘) an, die 1945 die PKP verlassen hatten. Mit diesem Zusammenschluss nahm die Partei den eingangs genannten Namen an, dessen Akronym MAKI (MaQI) aus den Anfangsbuchstaben von HaMiflagah haQōmūnīsṭīt haJisrɛ̝ʾelīt besteht. Bei den ersten israelischen Wahlen im Jahre 1949 erhielt die Partei 3,5 % der Stimmen und vier Sitze, die von Schmuʾel Mikunis, Eliʿeser Preminger, Tawfik Toubi und Meʾir Vilner eingenommen wurde. Bei den Wahlen 1951 erhielt Maki 4 % der Stimmen und fünf Sitze, wobei Emil Habibi und Esther Vilenska zusätzlich Mitglieder der Knesset wurden; Preminger hatte zuvor die Knesset verlassen. Bei den Wahlen 1965 erhielt die Partei nur noch einen Sitz. Sie wurde am 25. Juli 1973 aufgelöst und ging in die Moked (hebräisch מוֹקֵד Mōqed, deutsch ‚Focus‘), einer linksgerichteten Partei, auf.